# Aplacanda
Aplacanda (Aplakhanda), também conhecido como Aplahanda (Aplaḫanda), foi um rei da cidade de Carquemis que pode ter reinado, segundo sugerido pelos historiadores, entre 1786 e 1 766 a.C.. Ele foi conhecido pela primeira vez através dum selo cilíndrico traduzido por Rene Dussaud em 1929. O selo foi encontrado na base do monte de Ugarite antes das escavações começarem.
Aplacanda também foi mencionado nos tabletes de Mari durante o reinado de Iasma-Adu (antes de 1 776 a.C.) e o décimo ano de Zinrilim (1 762 a.C.), de quem recebeu uma carta na qual é endereçado como um irmão. Segundo I. J. Gelb, seu nome possivelmente tem origem amorita e a hipótese de uma origem semítica foi apoiada por Wilfred G. Lambert, uma vez que a raiz no nome é costumeiramente grafada Apli- em vez de Apla; Gernot Wilhelm, contudo, sugere uma origem anatólia.
Se sabe que Aplacanda foi aliado do rei assírio Samsiadade I (r. 1809–1776 a.C.) numa guerra mal-sucedida contra Alepo; apesar deste incidente, após sua morte, Carquemis tornar-se-ia cliente ou mesmo vassala dos reis de Alepo. Segundo carta de Istarã-Nasir, Aplacanda faleceu em 1 766 a.C., e foi sucedido no trono por seu filho Iatar-Ami (r. 1766-1 764 a.C.). Aplacanda também era pai de Iadul-Lim (r. 1764–1745 a.C.), que sucedeu o irmão Iatar-Ami, e Matruna, cujo nome é de raiz não-semítica e possivelmente hurrita.